# آن ماری بلان
آن ماری بلان (انگلیسی: Anne-Marie Blanc; ۲ سپتامبر ۱۹۱۹ – ۵ فوریهٔ ۲۰۰۹) بازیگر تئاتر، و بازیگر سینما اهل سوئیس بود.
از فیلم‌ها یا برنامه‌های تلویزیونی که وی در آن نقش داشته‌است می‌توان به ماری-لوئیس اشاره کرد.